# Slatine
Slatine település Horvátországban Split-Dalmácia megyében. Közigazgatásilag Splithez tartozik.

## Fekvése
Split központjától légvonalban 8, közúton 36 km-re nyugatra, a várossal átellenben, Čiovo szigetének keleti részén, a Kaštelai-öböl partján fekszik. Nyaranta 30 percenként induló, menetrendszerű hajójárat köti össze a várossal. Nagyszerű kilátás nyílik innen a Kaštelai-öbölre, Split városára és a felette emelkedő Marjan-hegyre. A hosszú tengerpartot teljes hosszában öblök, sziklazátonyok, kavicsos és köves strandok tagolják.

## Története
Slatine vidékének első ismert lakói az illírek voltak, akiknek halomsírjai ma is megtalálhatók a határában. Később a római civilizáció is eljutott ide, erről is számos régészeti lelet és latin felirat nyújt bizonyosságot. A Római Birodalom utolsó éveiben a szigeten száműzöttek találtak menedéket, akik között számos eretnek is akadt. Rajtuk kívül remeték szálláshelyei voltak itt. A középkorban Čiovo szigetének területe Split (Spalato) és Trogir (Trau) városok között oszlott meg úgy, hogy a keleti rész mintegy három mérföld mélységben Splithez, a nyugati és középső  rész mintegy tíz mérföld mélységben Trogir városához tartozott. Mindazonáltal a sziget egészen a 15. századig csak gyéren lakott volt. Köztudott, hogy a slatinei Supetarska-öbölben ószláv templom állt, melyet 1243-ban említenek először. Körülötte már ebben az időben kis falu alakult ki. 1372-ben Trogir városa határozatot hozott, hogy a szigetre a leprásokon és a remetéken kívül ne költözhessen senki a trogiri gróf engedélye nélkül. 1467-ben a spliti Alberti nemesi család a Slatina határában fekvő Pišćinán ház építésébe kezdett, majd a ház mellett felépítették a Szent Margit szűz és vértanú tiszteletére szentelt templomot, melyet a nép csak Marinak nevezett. 1474-ben Nicolo Alberti megengedte a kašteli Šimun Retkovićnak, hogy családjával slatinei birtokán letelepedjen. Slatine és a sziget intenzív betelepülése a tengermelléket ért török támadások hatására indult meg és különösen 1537, Klissza várának eleste után öltött nagy méreteket. A település első plébániatemplomaként valószínűleg a már fentebb említett supetarskai Szent Péter templom szolgált. A plébánia önállóvá válásának idején 1540 körül az egyházi sematizmus szerint a településen mintegy száz lakos élhetett. Miután a 16. században poljicai papok és szerzetesek felépítették a Prizidnicai boldogaaszony templomát a kolostorral ők lettek a slatinei plébánia lelkipásztorai. A velencei uralomnak 1797-ben vége szakadt és osztrák csapatok vonultak be a Dalmáciába. Napóleon lipcsei veresége után 1813-ban újra az osztrákoké lett. A településnek 1857-ben 271, 1910-ben 693 lakosa volt. 1918-ban az új szerb-horvát-szlovén állam, majd később Jugoszlávia része lett. A II. világháború idején Splittel együtt olasz csapatok szállták meg. A háború után a szocialista Jugoszláviához került. 1991 óta a független Horvátországhoz tartozik. 2011-ben a településnek 1106 lakosa volt. A településnek alapiskolája, anyakönyvi hivatala, tűzoltó egyesülete van.

## Lakosság
| Lakosság változása | Lakosság változása | Lakosság változása | Lakosság változása | Lakosság változása | Lakosság változása | Lakosság változása | Lakosság változása | Lakosság változása | Lakosság változása | Lakosság változása | Lakosság változása | Lakosság változása | Lakosság változása | Lakosság változása | Lakosság változása |
| ------------------ | ------------------ | ------------------ | ------------------ | ------------------ | ------------------ | ------------------ | ------------------ | ------------------ | ------------------ | ------------------ | ------------------ | ------------------ | ------------------ | ------------------ | ------------------ |
| 1857               | 1869               | 1880               | 1890               | 1900               | 1910               | 1921               | 1931               | 1948               | 1953               | 1961               | 1971               | 1981               | 1991               | 2001               | 2011               |
| 271                | 374                | 385                | 469                | 602                | 693                | 709                | 729                | 774                | 817                | 911                | 767                | 645                | 798                | 995                | 1.106              |

## Nevezetességei
- A Nagyboldogasszony tiszteletére szentelt római katolikus plébániatemploma egy szép fekvésű domb tetején áll. A templomot 1600 körül építették, először 1603-ban említi írásos forrás azzal, hogy nemrégen épült. Később többször is átépítették. Az 1911 és 1927 közötti munkák után végül latin kereszt alaprajzú lett. 1951-ben újraszentelték. A homlokzat feletti harangtornyában két harang található. 1980 és 1986 között az északi oldalra új, beton harangtornyot építettek, melyet kőlapokkal borítottak. A főoltár az apszisban, a két mellékoltár az oldalkápolnákban áll. Művészeti értékei közül kiemelkedik egy régi festett feszület.
- A Prizidnicai boldogasszony tiszteletére szentelt temploma[4] a sziget déli részén, egy tengerparti hegyoldalban vezető átjáró mentén található. Építési ideje a bejárat felett elhelyezett kőtáblán olvasható, mely szerint Juraj Stojdražić pap építtette 1546-ban Szűz Mária fogantatása tiszteletére. A másik táblán az 1737-es évszám olvasható, amikor a templomot a hívek áldozatából megújították. Hosszúsága 15, szélessége 5 és fél méter. A templomot faragott kövekből l építették, bejárata felett nyolcágú rozettával, a homlokzat feletti kis harangtoronnyal. Márvány oltárán a Szűzanya gyermekével festménye látható, 16. századi krétai munka, 1967-ben kulturális műemlékké nyilvánították. Legnagyobb ünnepe Mária neve napján van, amikor nagy tömeg gyűlik itt össze. A templom mellett remetelak áll.

## Gazdaság
A lakosság fő megélhetési forrása hagyományosan a mezőgazdaság és a halászat. A mezőgazdasági kultúrákból a legjelentősebb a zöldségfélék, az olajbogyó, a szőlő és a füge termesztése. Nagyon fejlett a turizmus. A turisták igényeit régi házak és újonnan épített nyaralók szolgálják. A településnek kis kikötője is van, mely mintegy ötven hajó számára biztosít kikötőhelyet. A vendéglátást néhány pizzéria, étterem és kocsma jelenti, ahol a helyi specialitásokat lehet megkóstolni.